# D.D. Jackson
D.D. Jackson, geboren als Robert Cleanth Kainien Jackson (Ottawa, 25 januari 1967), is een Amerikaanse jazzmuzikant (piano, toetsen), componist en orkestleider.

## Biografie
Jackson begon op 6-jarige leeftijd met pianoles. Hij studeerde aan de Manhattan School of Music (Jazz) en de Indiana University (klassieke muziek). Hij nam ook onderricht bij Don Pullen en Jaki Byard. Aan het begin van zijn carrière als muzikant werkte hij met Billy Bang in de bigbandprojecten van David Murray, Kip Hanrahan, Hamiet Bluiett en met het World Saxophone Quartet. Sinds midden jaren 1990 nam Jackson als leider van eigen formaties met muzikanten als Murray en Jack DeJohnette een reeks albums op, zoals het tweedelige werk Paired Down uit 1996/1997, waarop hij in duet speelde met James Carter, Don Byron, Hugh Ragin, Ray Anderson, Murray, Billy Bang en anderen. Op het album Suite for New York (2003) verwerkte hij muzikaal zijn impressies van 11 september 2001. Bovendien werkte Jackson ook samen met Bobby Weir, voormalig lid van de band Grateful Dead en weer met Kip Hanrahan. Verder hielp hij zijn mentor Don Pullen bij de voltooiing van het album Earth Eagle First Circle.
Als lid van de formatie Lehman Engel BMI Musical Theatre Workshop schreef hij de opera Trudeau: Long March/Shining Path over de voormalige Canadese minister-president. Met Carl Kissin schreef hij de muziekkomedie Depressus, Depressed. Bovendien werkte Jackson vijf jaar lang als regelmatige auteur van de column Living Jazz in DownBeat. 
Jackson verwerkt in zijn persoonlijke stijl invloeden van Thelonious Monk, Don Pullen en Jaki Byard en verbindt daarbij volgens Richard Cook en Brian Morton traditie en innovatie.

## Privéleven
D.D. Jackson woont in de buurt van New York.

## Discografie
Opnamen als leader
- 1994: Peace Song (Justin Time) met David Murray
- 1995: Rhythm Dance (Justin Time Records)
- 1997: Paired Down Vol 1 & 2 (Justin Time Records); Vol. 1, genomineerd voor een Juno Award in 1998
- 1999: …So Far (RCA Victor)
- 1999: Anthem (RCA Victor) met James Carter, Jack DeJohnette
- 2001: Sigame (Justin Time Records)
- 2003: Suite for New York (Justin Time Records)
- 2006: Serenity Song (Justin Time Records)

Opnamen als sideman
- 1997: Billy Bang: Bang On (Justin Time Records)
- 1997: Hamiet Bluiett: Same Space (Justin Time Records)
- -------: Davis Murray: The Long Goodbye (DIW), Creole Project (Enja Records, 1997), Octet Plays Trane (Justin Time Records, 1999)
- 1998: World Saxophone Quartet: M'Biko (Justin Time Records)